# Nueva Cabimas
Nueva Cabimas es una de las Urbanizaciones que conforman la ciudad de Cabimas en el estado Zulia (Venezuela). Pertenece a la parroquia Rómulo Betancourt.

## Ubicación
Se encuentra entre los sectores 26 de Julio al norte (carretera J), Cumarebo al este (Av 34), Barrio 2 de Mayo al sur (av Principal Nueva Cabimas) y Los Medanos al oeste (Av 32).

## Zona Residencial
Nueva Cabimas fue una urbanización nacida luego de la gran inundación ocurrida el 2 de mayo de 1959. Luego de ese aguacero que afectó a varias familias del municipio se construyó entre las Avenidas 32 y 34 casas y veredas en torno a plazas centrales, el proyecto quedó inconcluso y cuando el sector fue habitado se construyó sobre ese plan y en torno a él. Nueva Cabimas recibe su nombre en el estilo tradicional de otros sectores llamados nuevos o viejos, es una costumbre de Cabimas para referirse a que un sector aledaño era anterior a una ampliación, por ejemplo frente a las primeras Delicias se construyeron las Delicias Nuevas, y las que ya existían pasaron a llamarse Delicias Viejas, así también hay la Rosa Vieja y la Nueva Rosa. Además de residencias Nueva Cabimas tiene grandes supermercados, y se está desarrollando como el nuevo polo comercial de Cabimas alrededor de la Av 32. El sector también cuenta con el Liceo Víctor Capó, la iglesia Nuestra Señora del Valle, centro clínico ambulatorio nueva cabimas, infocentro y casa de la cultura armando reverón, intendencia parroquial y registro civil, estadios de béisbol y futbol, oficina principal de tránsito terrestre.

## Vialidad y Transporte
Nueva Cabimas tiene calles que se cruzan el ángulo recto, y fuera del perímetro formado por la J, K 32 y 34, se ubica una extensión hacia la Av 41 por la calle San José. La Av 33 se interrumpe en calle las Acacias N.º 5 donde está la iglesia y vuelve a comenzar más adelante en la Av Principal de la Nueva Cabimas .
La línea Nueva Cabimas es la que pasa por el sector y por la Nueva Rosa, viene por la carretera J, cruza en la Av 32, llega a la K y de allí sigue hasta la 34 donde está la parada. La parada de Nueva Cabimas en el centro está frente al Domo al lado de la parada de Cabimas - Lagunillas.

## Sitios de Referencia
- Iglesia Nuestra Señora del Valle (Virgen del Valle). Fin de Av 33 entre J y K.

E.P.B" Ramón Ocando Pérez".
I.E.E "Ramón Ocando Pérez
- EB María Báez.
- Liceo Víctor Capó.
- Centro clínico ambulatorio Nueva Cabimas
- Casa de la cultura Armando Reveron
- Infocentro armando reveron
- Centro preescolar Bolívar
- Instituto nacional de tránsito terrestre (INTT)